# Helcogrammoides chilensis
El tomollo de tres aletas, también llamado trambollito, trambollo o trombollo de tres aletas  (Helcogrammoides chilensis) es una especie de pez de la familia Tripterygiidae en el orden de los Perciformes.

## Morfología
Los machos pueden llegar a alcanzar los 7,8 cm de longitud total.

## Hábitat
Es un pez de mar y de clima subtropical y demersal.  

## Distribución geográfica
Se encuentra en el Pacífico sureste, costas de Chile.